# Clermontia hawaiiensis
Clermontia hawaiiensis là loài thực vật có hoa trong họ Hoa chuông. Loài này được (Hillebr.) Rock mô tả khoa học đầu tiên năm 1913.